# محمية عتمة
محمية عتمة محمية طبيعية في مديرية عتمة التابعة لمحافظة ذمار في اليمن. تتمتع المحمية بتنوع الأشجار والجبال المكسوة بالحشائش وتنوع تضاريسها ولها موسم واحد في العام تعتمد فيه على الأمطار للزراعات المختلفة. كما يزرع فيها في منطقة الطفن أنواع الحبوب المختلفة وأشجار الفاكهة والخضروات فسكانها يعتمدون في هذا الموسم على تغذيتهم من خيرات ما تنتجه أراضيها.
اسباب تسمية مديرية عتمة
اختلف المؤرخون والباحثون حول مرد اسم عتمة فمنهم من يرى انه مأخوذ من العتمة الناتجة عن اشتداد سواد الخضرة التي تكسي جبال ووديان وسهول المنطقة والبعض الآخر يرى أن الاسم مأخوذ من \«العتم\» وهو الأصل البري لشجرة الزيتون التي تنتشر بكثرة في مناطق عتمة.
  ويقول العلامة اليمني نشوان الحميري المتوفى سنة 778 هجرية في الصفحة \"78\" في حرف العين من كتابه اللغوي الشهير \«شمس العلوم\» إن تسمية عتمة جاءت نسبة إلى ملك من ملوك حمير هو \«ذو عتمة\» واسمه \«مالك بن حلل بن السيب بن ربيع بن شرحبيل \» وأولاده العتميون وبه سمي حقل عتمة.
  وجاء ما لفظه ذو عتمة في مقولته الشهيرة: \«أنا مالك ذو عتمة، ملكت ألف عبد وألف أمة وألف ناقة مسنمة وألف عير ملهمة وألف بقرة نهمة وألف بغلة مسرجل ملجمة وألف شاه ملهمة وألف دار معلمة، ذبحت حتى احمرت الأكمه وكان يأتيني القوم من ميمنة ومشأمة ولم يدانين بها قاطع النسمة\».
  ويضيف العلامة \«نشوان الحميري\» قائلاً: كل ما ذكره الملك \«ذو عتمه\» من الذهب الخالص وكل ذلك مدفون في عتمة ولا يعرف مكان وجوده لعدم وجود الإشارات أو الدلالات والمفاتيح الأثرية للتعرف عليه
#تصوير_عصام_البحري_2009م

## التنوع الحيوي في المحمية
تعد محمية عتمة من أهم المحميات الطبيعية المعلنة في اليمن نظرا لما تتميز به من تنوع بيئي وحيوي أكسبها طبيعة خلابة ومعالم سياحية فريدة تأسر القلوب، ما أهلها لأن تصبح وجهة رئيسية لعشاق جمال الطبيعة خصوصا في فصلي الربيع والصيف. وتقع محمية عتمة «البرية» في محافظة ذمار على بعد 58 كم غرباً عن مدينة ذمار وعلى بعد 158 كم جنوب صنعاء. وتشمل سماه وحمير وبني بحر والسٌمل ورازح، وتتكون من سلاسل جبلية يقل ارتفاعها كلما اتجهنا غرباً حيث تمثل امتداداً للمرتفعات الغربية المتجهة نحو المناطق السهلية الساحلية والتي يتراوح ارتفاعها بين 920- 2800 متر عن مستوى سطح البحر. وقد أكسبها هذا الموقع مناخاً متميزاً يساعد على سقوط الأمطار في فصل الصيف والتي تصل إلى حوالي 800 ملم في العام.
ويشكل الغطاء النباتي نسبة 80-90% من إجمالي المساحة، حيث تحتل المدرجات الزراعية الجبلية حوالي 50-60% منها، والباقي تغطيه الأحراش والغابات والمراعي الطبيعية والتي تمثل 30% وتشتهر المنطقة بطبيعتها الساحرة واخضرارها الدائم طوال العام، واحتواء المراعي فيها والغابات والأحراش على أنواع من الأشجار والنباتات الطبية والعطرية النادرة إضافة إلى بعض الحيوانات والطيور النادرة.
ودفعت الكثير من العوامل الطبيعية والبيئية الإنسان اليمني إلى استيطان هذه المنطقة منذ آلاف السنين نظراً لما تتمتع به من خصوبة التربة والإنتاجية العالية للمحاصيل الزراعية وجودة المراعي والغابات الكثيفة والمعدلات الجيدة لهطول الأمطار، إضافة إلى العيون والغيول المائية التي تنتشر في عدد من أرجاء المنطقة.

## المميزات السياحية لمحمية عتمة الطبيعية

### جمال الطبيعة
تمتاز محمية عتمة بجبالها الشاهقة التي تمتطيها المدرجات الزراعية والمراعي إضافة إلى الغابات الكثيرة والوديان المنتشرة في معظم أجزاء المديرية ولا سيما منحدرات الجبال حيث مصبات السيول الأمطار وشلالات الينابيع والغيول المائية المتدفقة على مدار العام والتي تشكل روافد أساسية لوادي رماع من الشمال والشمال الشرقي ووادي زبيد من الغرب والجنوب الغربي.

### المعالم التاريخية
تنتشر في أرجاء عتمة العديد من المعالم التاريخية والأثرية وفي مقدمتها القلاع مثل (قلعة ابزار، قلعة سماه، قلعة بني أسد، قلعة السيد، قلعة ضورة) والحصون (مثل حصن القَبَل، حصن حيدر، حصن الذاهبي، حصن خطفة، حصن المصنعة، حصن يدهل، حصن الحمراء، حصن مخيمن، حصن اللكمة، حصن نوفان، حصن الكتف، حصن بني سويد، حصن المقرانة، حصن نجمين، حصن الحدادي، حصن البحري، حصن الشرم، حصن الكام، حصن باحظ، حصن المشر، حصن المنظوف، حصن رصب، حصن المقنزعة، حصن الحصين) والتي تمثل شواهد تاريخية حية تؤكد ارتباط مديرية عتمة بالحضارات اليمنية القديمة.وايضا جبل الضبوره وجبل الاعمل وجبل سومان من أكبر جبال عتمه ارتفاعا ومطلا على الاجزاء الغربيه الجنوبيه للمديريه المتاخمه لمحافظه ريمه وتطل على وادي رماع... حيث وانها تزدان بخضرتها وجمال موقعها الجغرافي في المديريه اكسبها طابع من الجمال والمهابه التي حباها الله...

### التنوع البيئي والحيوي
تمتلك عتمة غطاءً واسعاً من الغابات والأحراش والمراعي التي تحتضن أنواعاً متعددة من الأشجار والشجيرات والنباتات والأحياء البرية المختلفة.

### الحمامات الطبيعية
- حمام مقفد
- وحمام السبلة.

### الثروات المعدنية
لم تقتصر الكنوز على الغطاء النباتي في هذه المحمية وإنما كشفت دراسات وأبحاث بيولوجية أجرتها فرق متخصصة عن وجود مؤشرات لتوافر معادن عديدة في جبال المحمية أبرزها الذهب والفضة والحديد سيما في جبل «العَمل».
كل هذه العوامل تشكل عوامل هامة لجذب السياح المحليين والعرب والأجانب سواء للسياحة البيئية أو السياحة التاريخية.
‌